# Take the Lead
Take the Lead is een Amerikaanse dansfilm uit 2006 van Liz Friedlander. De hoofdrol is voor Antonio Banderas.

## Verhaal
De professionele dansleraar Pierre Dulaine uit Manhattan besluit vrijwillig les te gaan geven aan de nablijvers op een New Yorkse school. De leerlingen zijn aanvankelijk nogal sceptisch, maar langzaamaan laten ze zich meeslepen door Pierres toewijding en passie. Ze gaan uiteindelijk zodanig op in de lessen dat ze de klassieke dans met hun eigen unieke hiphopstijl combineren om tot een krachtige en unieke fusie te komen. Dulaine spoort zijn leerlingen aan om mee te doen aan een prestigieuze danscompetitie.

## Rolverdeling
| Acteur             | Personage       |
| ------------------ | --------------- |
| Antonio Banderas   | Pierre Dulaine  |
| Rob Brown (acteur) | Rock            |
| Yaya DaCosta       | LaRhette        |
| Alfre Woodard      | Augustine James |
| John Ortiz         | Mr. Temple      |
| Laura Benanti      | Tina            |
| Jonathan Malen     | Kurd            |
| Jasika Nicole      | Egypt           |
| Shawand McKenzie   | Big Girl        |
| Dante Basco        | Ramos           |
| Elijah Kelley      | Danjou          |
| Jenna Dewan        | Sasha           |
| Marcus Paulk       | Eddie           |
| Brandon Andrews    | Monster         |
| Lauren Collins     | Caitlin         |
| Katya Virshilas    | Morgan          |